# Bitter (birra)

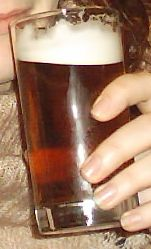
Un bicchiere di bitter.

Bitter è un tipo di birra pale ale inglese ad alta fermentazione, ben luppolata, poco carbonata, che va bevuta a temperatura ambiente o quasi, mai ghiacciata. La Bitter varia in colore dal dorato all'ambrato scuro, e in gradazione alcolica dal 3% (Boys Bitter) al 7% (premium o strong).